# Cienfuegosia schulzii
Cienfuegosia schulzii är en malvaväxtart som beskrevs av Antonio Krapovickas. Cienfuegosia schulzii ingår i släktet Cienfuegosia och familjen malvaväxter. Inga underarter finns listade i Catalogue of Life.